# 磯村愛子
磯村 愛子（いそむら あいこ、1929年 - 2017年8月26日）は、日本の翻訳家、脚本家。日本脚本家連盟に加盟。

## 来歴・人物
東京都出身。大学卒業後は結婚し専業主婦だったが、33歳の時に太平洋テレビジョンが翻訳者を募集していることを知り、試験を経て入社。もともと「子供のための作品を書きたい」という夢があり、翻訳家になったのも当初は後学のためだったという。
1950年代後半より、多くの海外作品で吹き替え翻訳を担当。『月曜ロードショー』などTBSで放映する作品の翻訳が多かった。
小説等の翻訳家としても活動。日本カナダ文学会に所属しカナダの文学作品の翻訳も手掛けていたほか、テレビアニメ『赤毛のアン』では数話分の脚本を担当した。
思い出深い作品に、子供向け作品で吹き替え声優のオーディションから関わった『わんぱくデニス』を挙げている。

## 主な翻訳作品

### 映画
- インフェルノ（TBS版）
- 吸血鬼ドラキュラの花嫁（TBS版）
- サスペリア（TBS版、テレビ東京版）
- フォー・フレンズ/4つの青春
- 名犬ラッシー/ラッシーの“愛こそすべて”
- 名犬ラッシー/ラッシーの“クーガーはともだち”
- 屋根の上のバイオリン弾き
- ローズ

### 海外ドラマ
- ザ・ルーシー・ショー[5]
- 超人ハルク[6]
- ベン・ケーシー
- わんぱくデニス

### 書籍
- 魔女になりたくない女の子
- ほら穴のふたごの冒険
- 船になりたくなかった船
- 天国のパパへのおくりもの
- わが心のクリスマス
- 土曜日のゆうかい

## 参加作品
- 赤毛のアン（1979年）- 脚本